# Sylvestre Nsanzimana
Sylvestre Nsanzimana est un homme politique rwandais né le 5 janvier 1936 à Kiraro ancienne préfecture de Gikongoro, mort à Bruxelles en 1999). Il a été Premier ministre entre le 12 octobre 1991 et le 2 avril 1992.

## Biographie
Ancien élève chez les Jésuites, il fut envoyé en Belgique avant l’indépendance du Rwanda pour des études de droit. Il revint au Rwanda en 1965, avec un doctorat en droit obtenu à l’Université Libre de Bruxelles (ULB). Il fut nommé directeur au département de la justice, puis secrétaire général au Ministère de l’intérieur et des affaires judiciaires. 
Il entra au gouvernement en 1967 au poste de Ministre du commerce, des mines et de l’Industrie. En 1969, il fut nommé Ministre des Affaires étrangères et de la coopération. 
Le 17 octobre 1971, il devint le premier Recteur rwandais de l’Université Nationale du Rwanda en remplacement du Canadien Georges-Henri Lévesque. 
En 1978, il fut nommé au poste de Secrétaire général-adjoint de l’Organisation de l’Unité Africaine (OUA) en Éthiopie. 
Après son retour au Rwanda en 1991, il fut nommé Ministre de la justice le 4 février 1991, puis Premier Ministre le 12 octobre 1991 au 2 avril 1992. Son retour en politique pendant la guerre n’a pas été couronné de succès. À deux reprises, il a tenté de former un gouvernement d’union nationale sans succès. Il est décédé à Bruxelles (Belgique).